# 무스카트 클럽
무스카트 클럽(아랍어: نادي مسقط)은 무스카트를 연고로 하는 오만의 축구단이다. 현재 오만 프로리그에 참가하고 있다.

## 우승
- 오만 프로리그: 2002-03, 2005-06
- 오만 슈퍼컵: 2004, 2005
- 오만 1부 리그: 2014-15